# Weidevlekoog
De weidevlekoog (Eristalinus sepulchralis) is een vlieg uit de familie zweefvliegen

## Algemeen
De weidevlekoog is een vlieg die veel voorkomt op weilanden met veel bloemen.

## Uiterlijk
De vlieg is geheel glanzend zwart en heeft rode ogen die opvallend gespikkeld zijn. Op het borststuk zitten licht grijze strepen waardoor deze te onderscheiden is van de kustvlekoog. Daarnaast heeft de weidevlekoog een breder achterlichaam dan de kustvlekoog. 

## Vliegtijd
De vliegtijd is meestal tussen april en september.